# Países Bajos en los Juegos Olímpicos de Melbourne 1956
Los Países Bajos estuvieron representados en los Juegos Olímpicos de Melbourne 1956 por un deportista que compitió en  hípica.  
El equipo olímpico neerlandés no obtuvo ninguna medalla en estos Juegos.